# Saison 2011 du Tour européen PGA
Navigation
Édition précédente Édition suivante
Le circuit européen de golf 2011 est le circuit européen de golf qui se déroule sur l'année 2013, entre décembre 2012 et novembre 2013. L'évènement est organisé par une organisation de la PGA européenne, dont la plupart des tournois se tiennent en Europe. La saison s'articule autour de quarante-neuf tournois dont les quatre tournois majeurs que sont le Masters, l'Open américain, l'Open britannique et le championnat de la PGA.

## Tournois
| Dates                        | Tournoi                             | Vainqueur                 | Gains totaux (€) |
| ---------------------------- | ----------------------------------- | ------------------------- | ---------------- |
| 9-13 décembre 2010           | Championnat Alfred Dunhill          | Pablo Martin Benavides    | 996 100 €        |
| 16-19 décembre 2010          | South African Open                  | Ernie Els                 |                  |
| 6-9 janvier 2011             | Open d'Afrique                      | Louis Oosthuizen          | 1 001 700 $      |
| 13-16 janvier 2011           | Joburg Open                         | Charl Schwartzel          |                  |
| 20-23 janvier 2011           | Abu Dhabi Golf Championship         | Martin Kaymer             | 2 006 391 €      |
| 27-30 janvier 2011           | Volvo Golf Champions                | Paul Casey                | 1 705 097 €      |
| 3-6 février 2011             | The Commercial Bank Qatar Masters   | Thomas Björn              | 1 835 034 €      |
| 10-13 février 2011           | Omega Dubai Desert Classic          | Alvaro Quiros             |                  |
| 17-20 février 2011           | Avantha Masters                     | S.S.P Chowrasia           |                  |
| 23-27 février 2011           | Championnat du monde de match-play  | Luke Donald               | $                |
| 10-13 mars 2011              | WGC-Cadillac Championship           | Nick Watney               | $                |
| 17-20 mars 2011              | Tournoi de tennis de Sicile         | Raphaël Jacquelin         | €                |
| 24-27 mars 2011              | Open d'Andalousie                   | Paul Lawrie               | 1 001 500 €      |
| 31 mars-3 avril 2011         | Trophée Hassan II                   | David Horsey (en)         | 1 517 916 €      |
| 7-10 avril 2011              | Masters de golf                     | Charl Schwartzel          | 5 660 916 $      |
| 14-17 avril 2011             | Malaysian Open                      | Matteo Manassero          | 2 750 000 $      |
| 21-24 avril 2011             | Volvo China Open                    | Nicolas Colsaerts         | 2 118 298 €      |
| 28 avril-1er mai 2011        | Ballantine's Championship           | Lee Westwood              | 2 211 611 €      |
| 5-8 mai 2011                 | Open d'Espagne                      | Thomas Aiken              | 1 979 950 €      |
| 12-15 mai 2011               | Iberdola Open                       | Darren Clarke             | 998 170 €        |
| 19-22 mai 2011               | Volvo World Match Play Championship | Ian Poulter               | 3 400 000 €      |
| 19-22 mai 2011               | Open de l'île de Madère             | Michael Hoey              | 702 097 €        |
| 26-29 mai 2011               | BMW PGA Championship                | Luke Donald               | 4 464 800 €      |
| 2-5 juin 2011                | Celtic Manor Wales Open             | Alex Noren                | 2 040 689 €      |
| 9-12 juin 2011               | Open d'Italie                       | Robert Rock               | 1 504 497 €      |
| 16-19 juin 2011              | US Open de golf                     | Rory McIlroy              | 5 574 524 $      |
| 16-19 juin 2011              | Open de Saint-Omer                  | Matthew Zions             | 606 237 €        |
| 23-26 juin 2011              | BMW International Open              | Pablo Larrazabal          | 1 992 550 €      |
| 30 juin-3 juillet 2011       | Alstom Open de France               | Thomas Levet              | 2 982 830 €      |
| 7-10 juillet 2011            | Open d'Écosse                       | Luke Donald               | 3 331 167 €      |
| 14-17 juillet 2011           | Open britannique                    | Darren Clarke             | 5 435 665 €      |
| 21 juillet-24 juillet 2011   | Nordea Masters                      | Alex Noren                | 1 481 510 €      |
| 28-31 juillet 2011           | Open d'Irlande                      | Simon Dyson               | 1 500 000 €      |
| 4-7 août 2011                | WGC-Bridgestone Invitational        | Adam Scott                | 5 804 071 €      |
| 11-14 août 2011              | Championnat de la PGA               | Keegan Bradley            | 5 645 086 €      |
| 18-21 août 2011              | Open de République tchèque          | Oliver Fisher             | 1 497 260 €      |
| 25-28 août 2011              | Championnat Johnnie Walker          | Thomas Björn              | 1 587 270 €      |
| 1er-4 septembre 2011         | Masters européen Omega              | Thomas Björn              | 1 992 550 €      |
| 8-11 septembre 2011          | KLM Open                            | Simon Dyson               | 1 805 397 €      |
| 15-18 septembre 2011         | Vivendy Seve Trophy                 | Royaume-Uni et Irlande    | 1 150 000 €      |
| 22-25 septembre 2011         | Lyoness Open                        | Kenneth Ferrie            | -                |
| 29 septembre-2 octobre 2011  | Championnat Dunhill Links           | Michael Hoey              | 3 528 893 €      |
| 19-22 septembre 2011         | Tournoi de tennis de Madrid         | Lee Slattery              | 989 970 €        |
| 13-16 octobre 2011           | Masters du Portugal                 | Tom Lewis                 | 2 511 241 €      |
| 20-23 octobre 2011           | Castello Masters                    | Sergio García             | 1 979 950 €      |
| 27-30 octobre 2011           | Andalucia Masters                   | Sergio García             | 2 994 530 €      |
| 31 octobre-3 novembre 2011   | WGC-HSBC Champions                  | Martin Kaymer             | 4 912 936 €      |
| 10-13 novembre 2011          | Barclays Singapore Open             | Gonzalo Fernandez-Castano | 4 390 005 €      |
| 17-20 novembre 2011          | Championnat Alfred Dunhill          | Garth Mulroy              | 993 900 €        |
| 17-20 novembre 2011          | Iskandar Johor Open                 | Joost Luiten              | 1 459 861 €      |
| 24-27 novembre 2011          | SA Open Championship                | Hennie Otto               | 4 912 936 €      |
| 24 novembre-27 novembre 2011 | Omega Mission Hills World Cup       | États-Unis                | 5 588 132 €      |
| 1er-4 décembre 2011          | Open de Hong Kong                   | Rory McIlroy              | 2 029 801 €      |
| 8-11 décembre 2011           | Dubai World Championship            | Alvaro Quiros             | 5 487 710 €      |

## Classement final
| Rang                                                          | Golfeur          | Gain (€)  |
| ------------------------------------------------------------- | ---------------- | --------- |
| 1                                                             | Luke Donald      | 5 323 400 |
| 2                                                             | Rory McIlroy     | 4 002 168 |
| 3                                                             | Martin Kaymer    | 3 489 033 |
| 4                                                             | Charl Schwartzel | 2 929 829 |
| 5                                                             | Lee Westwood     | 2 439 601 |
| 6                                                             | Alvaro Quiros    | 2 259 242 |
| 7                                                             | Anders Hansen    | 2 074 366 |
| 8                                                             | Sergio García    | 1 962 723 |
| 9                                                             | Thomas Björn     | 1 814 115 |
| 10                                                            | Simon Dyson      | 1 694 779 |
| source: europeantour.com Chiffres arrêtés au 16 novembre 2013 |                  |           |